# 獨立小地主、農民和公民黨
獨立小地主、農民和公民黨（匈牙利語：Független Kisgazda-, Földmunkás- és Polgári Párt），簡稱獨立小農黨（FKgP），是匈牙利的一个政党。该党成立于1930年，分裂自统一党，由对拜特倫·伊斯特萬不满的前全國小地主和農民黨成員建立，代表農民、農業雇員及城市公民的利益。1944年后，该党受到匈牙利共产党逐步打壓，很多成员脱党，加入民主人民党、匈牙利独立党和独立匈牙利民主党。1949年秋，该党瓦解。1956年10月27日—11月4日，该党短暂重现。1988年11月18日，该党再次重建。